# Anthon Olsen
Ole Anthon Olsen (né le 14 septembre 1889 à Copenhague et mort le 17 mars 1972 à Gentofte) est un joueur de football danois, ayant occupé le poste d'attaquant au B 93 Copenhague et en sélection nationale.

## Biographie
Il joue 16 matchs en équipe du Danemark, inscrivant 14 buts.
Il participe aux Jeux olympiques d'été de 1912 organisés en Suède. Lors de cette compétition, il inscrit sept buts en trois matchs. Il marque un triplé contre la Norvège, puis un doublé contre les Pays-Bas, et enfin un doublé contre l'Angleterre. Son bilan dans cette compétition s'élève à deux victoires et une défaite.
En 1921, il est à deux reprises capitaine de la sélection danoise, contre la Norvège et la Suède.
En club, il joue pendant plus de 20 saisons en faveur du B 93 Copenhague, remportant deux titres de champion du Danemark. 

## Palmarès
- 16 sélections officielles de 1912 à 1927 et 14 buts
- Vice-champion olympique en 1912
- Champion du Danemark en 1916 et 1927 (avec le B 93 Copenhague)